# Баденска школа
Споменава се и като Фрайбургска школа (вж също икономическата Фрайбургска школа), представлява течение в неокантианството от края на 19 век и началото на 20 век с основни представители Вилхелм Винделбанд, Хайнрих Рикерт, Емил Ласк и др.
Очертава принципните разлики в методите на природните (номотетични) и хуманитарните (идиографични) науки. Създава се теория за ценностите, съгласно която те притежават идеално-нормативен характер.
Социологът Макс Вебер е силно повлиян от идеите на баденското неокантианство.